# Ернст Фаст
Sigtuna Municipality
Ернст Фаст (швед. Ernst Fast; Стокхолм, 21. јануар 1881 — Husby-Ärlinghundra Стокхолм, 26. октобар 1959) био је шведски атлетичар који је у маратону на Летњим олимпијским играма 1900. одржаним у Паризу освојио бронзану медаљу.
Ернст Фаст је радио као електроинжењер у шведском павиљону на Светској изложби у Паризу 1900. Ту је сазнао да се у оквиру Светске изложбе одржавају и олимпијске игре. Он је био признат тркач на дуге стазе у Шведској, пошто је 1899. освојио титулу првака Шведске на 10.000 метара, па је одлучио да учествује у маратонској трци. Већ 1898. учествовао је као 17-годишњак на маратону у Копенхагену, који је од 1896. био један од првих светских маратона, и освојио 4. место.
На свом првом маратону на олимпијским играма није прошао успешно како је изгледало у почетку. Фаст је водио трку и у једном тренутку је пошао у погрешнпм правцу. После неколико стотина метара је приметио, па се морао вратити. Кад се вратио на праву стазу његови противници су већ далеко отишли, па се на крају морао задовољити трећим местом. Према једној од многих верзија прича о маратону 1900, грешку је направио полицајац из Марсеља, који није познавао Париз па му је показао погрешан правац.
Године 1902. поново је учествовао у Копенхагену на данском првенству у маратону и победило са 2:50:30 часова, што је био његов најбољи резултат у маратону.
Умро је у 78 години у малом граду Husby-Ärlinghundra неколико километара северно од Стокхолма.